# Liste der osttimoresischen Botschafter in Angola
Diese Liste führt die Botschafter Osttimors in Angola auf.

## Hintergrund
Neben Mosambik wurde auch Angola, während der Besetzung Osttimors durch Indonesien, Ziel von Osttimoresen ins Exil. Roque Rodrigues wurde offizieller Vertreter der FRETILIN in Maputo für Mosambik und Angola, ab Februar 1979 alleinig in Angola. 1984 wurde er von der Regierung Angolas als Botschafter Osttimors akkreditiert. Das Amt hatte Rodrigues bis 1999 inne, als die Botschaft aus finanziellen Gründen geschlossen werden musste und Osttimor nach Abzug der Indonesier unter UN-Verwaltung kam. In der Folgezeit wurde Angola von Marina Ribeiro Alkatiri von Maputo aus mitbetreut. Erst nach 2012 wurde die neue Botschaft in Luanda eröffnet, aber kein eigener Botschafter entsendet. Die Botschaft befand sich in der Rua Eng. Armindo, n° 100/102, Bairro Miramar, Ingombota in Luanda. Später übernahm erneut der osttimoresische Botschafter in Mosambik die Zweitakkreditierung für Angola. Im Juli 2024 wurde die Botschaft erneut eröffnet und im Juli 2025 der neue Botschafter für Luanda vereidigt.

## Liste
| Name                              | Amtszeit    | Anmerkungen                                                                                             |
| --------------------------------- | ----------- | --- |
| Roque Rodrigues                   | 1984–1999   | Seit 1975 offizieller Vertreter der FRETILIN, bis Februar 1979 mit Sitz in Maputo. Akkreditierung: 1984 |
| José Luís Guterres                | ?           | |
| Marina Ribeiro Alkatiri           |             | Sitz in Maputo                                                                                          |
| Avelino Fernandes Ximenes Pereira | Stand: 2016 | Erster Sekretär und Geschäftsbeauftragter, interim                                                      |
| Francisco Miranda Branco          | 2021–2025   | Sitz in Maputo                                                                                          |
| Ivo Jorge Valente                 | seit 2025   | Sitz in Luanda                                                                                          |